# Enrique IV, parte 1

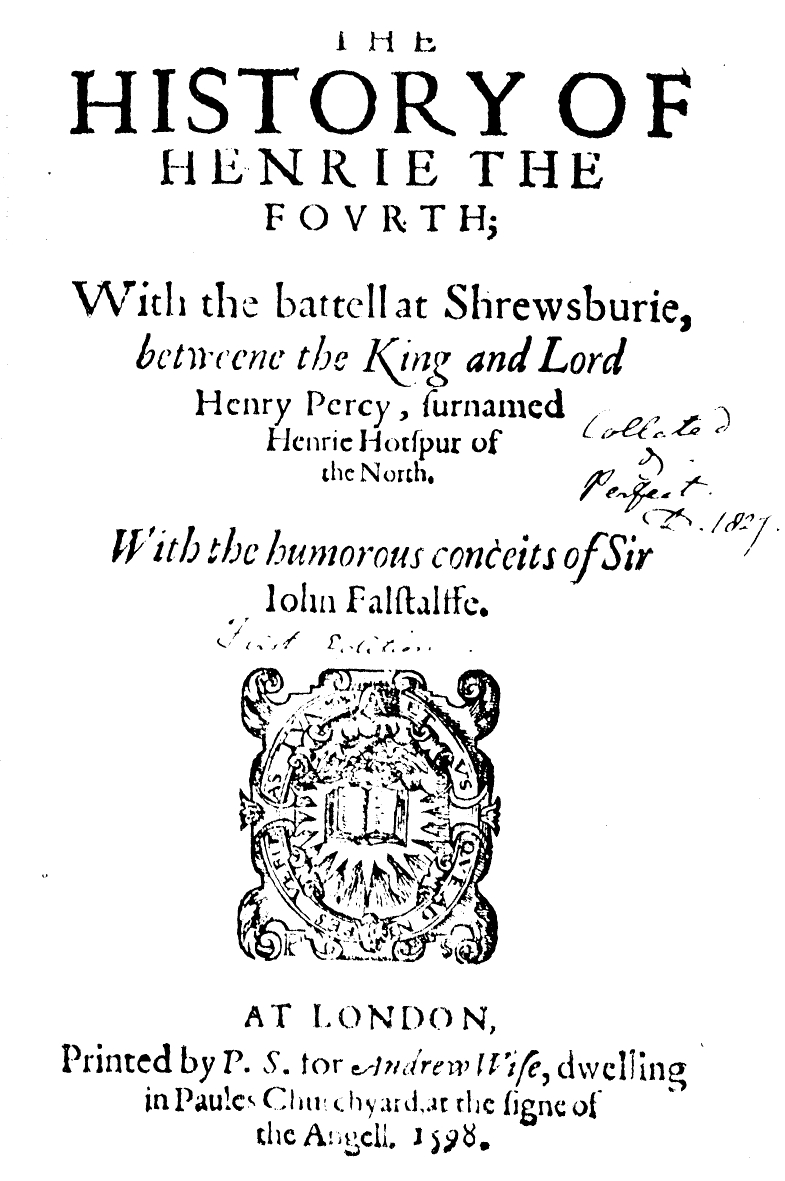
Portada de la obra (1598).

Enrique IV, 1.ª parte (en inglés, Henry IV, Part 1) es un drama histórico escrito por William Shakespeare, posiblemente antes de 1597. Es la segunda obra de la tetralogía de Shakespeare dedicada a los sucesivos reinados de Ricardo II, Enrique IV (2 obras), y Enrique V. Enrique IV, 1ª parte describe los sucesos históricos que comienzan con la Batalla de Humbleton Hill, a finales de 1402, y terminan con la derrota de los rebeldes en la Batalla de Shrewsbury a mediados de 1403. Desde el principio fue muy popular tanto entre el público como entre los críticos.